# Олег (село)
Оле́г — село в Україні, у Великоплосківській сільській громаді Роздільнянського району Одеської області. Населення становить 35 осіб.
До 17 липня 2020 року було підпорядковане Великомихайлівському району, який був ліквідований.

## Населення
Згідно з переписом 1989 року населення села становило 50 осіб, з яких 22 чоловіки та 28 жінок.
За переписом населення 2001 року в селі мешкало 35 осіб.

### Мова
Розподіл населення за рідною мовою за даними перепису 2001 року:
| Мова       | Відсоток |
| ---------- | -------- |
| українська | 80 %     |
| російська  | 17,14 %  |
| молдовська | 2,86 %   |